# Zlatitsa
Zlatitsa (en búlgaro: Златица) es una ciudad de Bulgaria en la provincia de Sofía.

## Geografía
Se encuentra a una altitud de 681 m s. n. m. a 76 km de la capital nacional, Sofía.

## Demografía
Según estimación 2012 contaba con una población de 4 517 habitantes.
|         | 2004  | 2005  | 2006  | 2007  | 2008  | 2009  | 2010  | 2011  |
| Mujeres | 2 802 | 2 767 | 2 740 | 2 698 | 2 684 | 2 664 | 2 626 | 2 600 |
| Varones | 2 598 | 2 564 | 2 546 | 2 528 | 2 496 | 2 481 | 2 464 | 2 446 |
| Total   | 5 400 | 5 331 | 5 286 | 5 226 | 5 180 | 5 145 | 5090  | 5046  |